# Шолохов, Дмитрий Дмитриевич
 Дми́трий Дми́триевич Шо́лохов  (16 октября 1920, Вязьма, Смоленская губерния — 27 июня 1983, Москва) — командир взвода 158-й танковой бригады (13-й танковый корпус, 21-я армия, Юго-Западный фронт). Герой Советского Союза.

## Биография
Родился 16 октября 1920 года в городе Вязьма ныне Смоленской области в семье рабочего. Окончил 7 классов, учился в вечерней школе рабочей молодёжи. Работал шофёром. В 1938 году призван в РККА. В 1939 году окончил Саратовское танковое училище. Во время советско-финской войны 1939—1940 годов младший лейтенант Шолохов участвовал в боях на Карельском перешейке.
С первых дней войны воевал на Карельском, Юго-Западном фронтах.
Командир взвода 349-го танкового батальона 158-й танковой бригады старший лейтенант Шолохов отличился в боях в районе населённого пункта Нестерное Харьковской области. В период с 11 по 29 июня 1942 года на участке Волуйск, Деревенское, Октябрьское противник, готовя прорыв обороны советских войск, сосредоточил до 150 танков, 2 полка пехоты и большое количество артиллерии. Шолохов со своим подразделением был выставлен в засаду в роще на юго-западной окраине Нестерное. 30 июня противник пошёл в наступление, введя в бой эшелон из 150 танков. Взвод Шолохова, подпустив танки на 200 метров, начал расстреливать их в упор. В поисках укрытия в деревне Нестерное танки противника подставляли борт, это преимущество также было использовано Шолоховым. За 3 часа боя Шолохов сжёг 24 немецких танка. Пополнив боекомплект, Шолохов был направлен в деревню Волчья Александровка для прикрытия левого фланга батальона. К этому времени до батальона мотопехоты противника пыталось овладеть Волчьей Александровкой. Шолохов, с ходу вступив в бой своим танком, рассеял батальон мотопехоты противника, сжёг свыше 10 транспортных машин и уничтожил до 100 живой силы противника.
Указом Президиума Верховного Совета СССР «О присвоении звания Героя Советского Союза начальствующему составу Красной Армии» от 2 декабря 1942 года за «образцовое выполнение боевых заданий Командования на фронте борьбы с немецкими захватчиками и проявленные при этом отвагу и геройство» старшему лейтенанту Шолохову Дмитрию Дмитриевичу присвоено звание Героя Советского Союза с вручением ордена Ленина и медали «Золотая Звезда».
Помощник начальника штаба 158-го отдельного танкового полка старший лейтенант Шолохов в боях на Сталинградском фронте южнее Сталинграда с 20 по 27 ноября 1942 года находился на передовых позициях, выполняя на бронемашине БА-64 задания по разведке. 23—24 ноября в районе хутора Вербовский пулемётным огнём уничтожил до 100 гитлеровцев, захватил обоз в составе 50 машин с продовольствием, обмундированием и боеприпасами, взял в плен 107 солдат и офицеров противника. За боевые заслуги приказом от 11.12.1942 награждён орденом Красной Звезды.
В мае 1943 года заместитель начальника штаба 36-й гвардейской танковой бригады 4-го гвардейского механизированного корпуса Южного фронта Шолохов был направлен на учёбу в академию.
В 1945 году окончил Военную академию бронетанковых и механизированных войск Красной Армии имени Сталина. Служил в Главном разведывательном управлении Генерального штаба ВС СССР. В 1975 году награждён третьим орденом Красной Звезды. С 1975 года уволен в запас в звании полковника. Жил в Москве. Умер 27 июня 1983 года. Похоронен на Бабушкинском кладбище (участок 17), могила признана памятником истории регионального значения.

## Награды
- Медаль «Золотая Звезда» (02.12.1942)[1];
- орден Ленина (02.12.1942);
- три ордена Красной Звезды (11.12.1942[3]; ?; ?);
- медаль «За оборону Сталинграда»;[5]
- медаль «За победу над Германией в Великой Отечественной войне 1941—1945 гг.»;[5]
- другие медали.